# كاسترو (موسيقي)
كاسترو (بالإنجليزية: Castro)‏ هو موسيقي غاني، ولد في 1 مايو 1982، وتوفي في 8 يوليو 2014.